# Sylacauga (meteorite)
Sylacauga è un meteorite caduto ad Oak Grove, vicino a Sylacauga, in Alabama, il 30 novembre 1954; viene chiamato anche meteorite di Hodges, poiché uno dei suoi frammenti colpì una donna del posto, Ann Elizabeth Hodges. Si tratta del primo caso ben documentato di un essere umano colpito da un meteorite, anche se non è l'unico di cui si abbia notizia.

## Origine

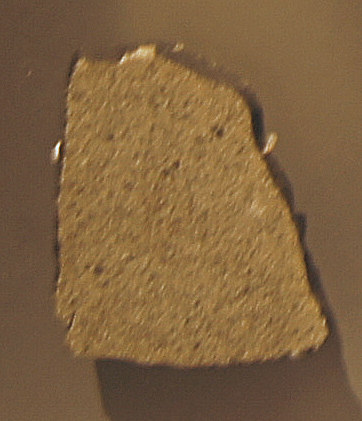
Il frammento "McKinney" del meteorite conservato al National Museum of Natural History di Washington

Il meteoroide raggiunse la Terra sul lato rivolto verso il Sole, quindi aveva già passato il perielio e si stava allontanando dal Sole; dopo le analisi dell'orbita, il corpo progenitore più probabile è risultato essere l'asteroide 1685 Toro.

## Impatto e frammentazione
Il meteorite cadde il 30 novembre 1954, alle ore 18:46, formando una scia ben visibile in cielo; il boom sonico fece quasi cadere di sella un ragazzino in bici a Montgomery e varie persone abitanti nei dintorni riportarono di interferenze alla televisione durante la caduta del meteorite. Fino a Tuscaloosa, inoltre, testimoni riportarono di aver sentito rumori in cielo, paragonati a esplosioni o violenti scoppi. Il meteorite si spezzò in almeno tre frammenti:
- Il frammento Hodges, quello di dimensioni maggiori, che sfondò il tetto di una casa di Oak Grove, sbalzò via una radio e colpì al fianco sinistro la signora Ann Elizabeth Hodges, che stava riposando sul divano[1][2]
- Il frammento McKinney, ritrovato il giorno seguente[1] da un contadino del luogo, Julius McKinney
- Un terzo frammento, mai recuperato, che cadde probabilmente in un'area a nordovest di Oak Grove[1] (presso Childersburg)

## Seguito
Il caso di Ann Elizabeth Hodges non è l'unico noto di una persona colpita dalla caduta di un oggetto di provenienza extraterrestre: si registrano anche un frate francescano ucciso a Santa Maria della Pace, evento testimoniato da Manfredo Settala e riportato in un manoscritto pubblicato a Tortona nel 1677 e un ragazzo ugandese colpito alla testa da un piccolo frammento del meteorite Mbale nel 1992 (senza danni, dato che era stato frenato da un albero). Tuttavia è il primo ben documentato. 
La signora Hodges riportò una ferita sul fianco sinistro e non si riprese mai dallo shock. Inizialmente il meteorite fu sequestrato da ufficiali di polizia, ma poi il signor Eugene Hodges, marito della donna, ottenne per vie legali che fosse loro restituito, anche se le spese processuali costarono alla coppia una fortuna. Successivamente la loro locatrice, Birdie Guy, li citò a propria volta in giudizio per ottenere il frammento, con l'intento di venderlo per riparare il buco nel tetto; questa seconda causa fu anch'essa vinta ma, non riuscendo a trovare altri acquirenti, il frammento fu nuovamente ceduto agli Hodges per 500 dollari.
I coniugi divorziarono nel 1964; la signora Hodges morì d'insufficienza cardiaca in una casa di cura a Sylacauga nel 1972, a 52 anni, e venne sepolta nel Baptist Charity Cemetary di Hazel Green. Il frammento Hodges si trova oggi all'Alabama Museum of Natural History, a cui ella aveva deciso infine di donarlo.
Julius McKinney, un contadino afroamericano, vendette il frammento da lui trovato ad un avvocato di Indianapolis, che lo acquistò per conto dello Smithsonian Institution (che lo possiede tuttora); la famiglia di McKinney non rivelò mai quanti soldi ricavò dalla vendita, ma furono abbastanza per comprarsi una macchina, una nuova casa e dei terreni.